# Josep Antoni d'Albert i Muntadas
Josep Antoni d'Albert i Muntadas, III comte de Santa Maria de Sants i II baró de Terrades (1910 — Barcelona, 5 de febrer de 1990) va ser un aristòcrata i industrial català, propietari de La España Industrial.

## Biografia
Va néixer en el si d'una important família d'industrials catalans, que havia accedit a l'aristocràcia per gràcia del rei Alfons XIII. La seva mare, Maria del Carme Muntadas i Estruch II comtessa de Santa Maria de Sants, era hereva d'un pròsper negoci familiar, La España Industrial SA, una de les majors indústries tèxtils del moment, que dirigia el seu espòs Josep Maria Albert i Despujol, I baró de Terrades.
Com a fill primogènit del matrimoni va heretar els títols nobiliaris i va rellevar al seu pare com a director gerent de la España Industrial, que va comandar al costat del seu germà Carles. A partir dels anys 1960 va haver de fer front a la crisi del sector tèxtil, que li va obligar a reduir progressivament la plantilla i abandonar la històrica fàbrica Vapor Vell, al barri d'Hostafrancs de Barcelona, per traslladar la producció a Mollet del Vallès. Aquí va cessar definitivament l'activitat el 1981.

### Com a dirigent esportiu
Gran aficionat a l'esport, va impulsar la construcció d'unes instal·lacions esportives al costat del recinte fabril d'Hostafrancs destinades a l'esplai dels seus obrers, que incloïen un camp de futbol amb capacitat per 5000 espectadors. Això va propiciar la creació, el 1934, de la Secció Esportiva La España Industrial, equip de futbol que després d'una dècada participant en tornejos per a empreses es va federar per competir oficialment. Albert va presidir l'equip durant els anys 1940, abans de donar el relleu al seu germà Carles.
El 14 d'agost de 1943 les autoritats esportives franquistes van nomenar-lo president del FC Barcelona. Ocupava el lloc d'un altre aristòcrata, el Marquès de la Mesa de Asta, que havia renunciat al càrrec després d'una controvertida derrota per 11-1 a l'Estadi de Chamartín. Albert només es va mantenir un mes al capdavant del club; va renunciar el 20 de setembre per assumir la vicepresidència de la Federació Catalana de Futbol. Posteriorment, fruit de la seva vinculació a la SD La España Industrial i al FC Barcelona, va impulsar un acord de filiació entre ambdues entitats, que va permetre al modest club fabril donar un notable salt qualitatiu, aconseguint fins i tot la Primera Divisió el 1956 amb el nom de CD Comtal.